# The Battle of the Sexes
The Battle of the Sexes (Deutsch: Der Kampf der Geschlechter) sind Tennis-Schaukämpfe zwischen Mann und Frau. Im Besonderen sind die drei folgenden Matches gemeint:

## 1973 Court vs. Riggs
Der erste Kampf der Geschlechter am 13. Mai 1973 zwischen der damals 30-jährigen Margaret Court und dem 55-jährigen Bobby Riggs wurde von Riggs 6:2, 6:1 gewonnen und ging als „Muttertagsmassaker“ in die Geschichte ein. Court war damals aktuelle Nummer 1 im Frauentennis.

## 1973 King vs. Riggs
Das bekanntere Match fand am 20. September 1973 ebenfalls zwischen Riggs und der damals 29-jährigen Billie Jean King im Astrodome in Houston statt. Vor über 30.000 Zuschauern gewann Billie Jean King in drei Sätzen (6:4, 6:3, 6:3) gegen den fast doppelt so alten Riggs, der 34 Jahre zuvor (1939) das Herreneinzel in Wimbledon gewinnen konnte. King wurde daraufhin als Ikone des Frauentennis gefeiert. Später wurde in diesem Zusammenhang oft nur mehr das zweite „Battle of the Sexes“ erwähnt, das erste Duell tendenziell verschwiegen.
40 Jahre nach dem Match erklärte Hal Shaw, er habe seinerzeit zwei Mafiabosse beim Planen der absichtlichen Niederlage Riggs’ belauscht. Als Gegenleistung sollen ihm 100.000 Dollar an Schulden erlassen worden sein. Zusätzlich sollte Geld auf ein englisches Bankkonto transferiert werden. Riggs’ Sohn bestreitet, dass sein Vater sich jemals Geld bei der Mafia geliehen habe und vermutet im Falle einer absichtlichen Niederlage eher die Aussicht auf ein lukratives Revanche-Match als Motiv. Riggs bestritt bis zu seinem Tod im Jahr 1995, absichtlich verloren zu haben. Er habe sich selbst über- und Billie Jean King unterschätzt.

## 1992 Navratilova vs. Connors
Das dritte „Battle of the Sexes“ Match, auch Battle of Champions genannt, wurde im Caesars Palace in Paradise (Nevada) am 25. September 1992 zwischen dem 40-jährigen Jimmy Connors und der 35-jährigen Martina Navratilova ausgetragen. Navratilova hatte es vorher abgelehnt, gegen John McEnroe oder Ilie Năstase zu spielen, weil sie die beiden als unwürdig erachtete. Die Veranstalter versuchten ursprünglich, Connors gegen Monica Seles spielen zu lassen, das kam jedoch nicht zustande. Connors nannte das Match „Krieg“; Navratilova hingegen nannte es „Schlacht der Egos“.
Das Match wurde unter asymmetrischen Regeln gespielt, um es spannender zu machen. So hatte Connors nur einen Aufschlag pro Punkt (Navratilova zwei) und spielte auf einem wesentlich größeren Feld. Startgeld waren 650.000 Dollar, und 500.000 Dollar zusätzlich für den Sieger. Connors gewann mit 7:5 und 6:2. Navratilova machte acht Doppelfehler und 36 ungezwungene Fehler. Connors schrieb in seinem Buch „The Outsider“, dass er eine Million Dollar gewettet hatte, dass Navratilova nicht mehr als acht Games macht.

## Weitere Matches

### 1998 Karsten Braasch vs. Serena und Venus Williams
Ein weiteres Ereignis, das als „Battle of the Sexes“ bezeichnet wurde, fand während der Australian Open 1998 zwischen dem deutschen Spieler Karsten Braasch und den Williams-Schwestern Venus und Serena statt. Diese hatten im Vorwege behauptet, sie könnten jeden männlichen Spieler schlagen, der nicht in den Top 200 der Weltrangliste steht. So forderte Braasch, damals auf Platz 203, die beiden heraus. Braasch wurde von einem Journalisten als jemand beschrieben, „dessen Trainingsplan sich um eine Packung Zigaretten und mehr als ein paar Flaschen eiskaltes Lager drehte“.  Die Spiele fanden auf Platz 12 im Melbourne Park statt, nachdem Braasch bereits eine Runde Golf gespielt und zwei Radler getrunken hatte. Er trat zuerst gegen Serena an, zündete sich beim Seitenwechsel eine Zigarette an und schlug sie nach einer 5:0-Führung mit 6:1. Dann betrat Venus den Platz und erneut war Braasch siegreich, diesmal mit 6:2. Braasch sagte hinterher: „500 und mehr, keine Chance.“ Er fügte hinzu, er habe wie jemand gespielt, der auf Platz 600 rangiert, um das Spiel „unterhaltsam“ zu halten, und der große Unterschied liege darin, dass Männer Schüsse viel leichter verfolgen und dem Ball einen Drall verleihen könnten, mit dem weibliche Spieler nicht zurechtkämen. Die Williams-Schwestern beschränkten daraufhin ihren Anspruch darauf, Männer außerhalb der Top 350 schlagen zu können.